# 符號域
符號域（英語：semiosphere）又譯符號場或符號圈，是俄國符號學家尤里·洛特曼發展文化符號學中的關鍵術語，指符號存在和運作的空間和機制；它既是文化存在的條件，也是文化發展的結果。符號域的概念奠基了洛特曼文化符號學理論的核心和基礎。